# Pseudyrias tyei
Pseudyrias tyei är en fjärilsart som beskrevs av William Schaus 1933. Pseudyrias tyei ingår i släktet Pseudyrias och familjen nattflyn. Inga underarter finns listade.